# Tæppefejemaskine
En tæppefejemaskine er en mekanisk anordning til rensing af f.eks. gulvtæpper.

## Funktion
Tæppefejemaskinen består af rullende børster, som opsamler snavs til en indvendig beholder. Beholderen tømmes, når den er fyldt.
Den har oftest et håndtag på en stang, som forhindrer at brugeren skal bøje sig ned, når maskinen skubbes henover gulvet.

## Historie
Tæppefejemaskiner var populære før introduktionen af støvsugeren, som nu helt har erstattet dem.